# 御典医
御典医（ごてんい）とは、典薬寮に所属する医師のことであり、単に典医ともいう。転じて、江戸時代には将軍家や大名に仕えた医師もこの名称で呼ぶようになった。この場合、御殿医と表記することもある。
典薬寮医師という意味での御典医は、名誉職であった典薬頭を除き、実際に天皇の治療に携わる医師のことを指した。近世では優秀な民間医が典医に登用されると同時に官位を与えられ、地下人の身分となるケースがほとんどを占めた。
一方、武家の御典医は、将軍や藩主と身近に接する立場で、武士に準ずる身分であった。なお、幕府の御典医は奥医師、藩のは藩医と呼ばれていた。